# Nuria Párrizas Díaz
Nuria Párrizas Díaz (n. 15 iulie 1991, Granada, Andaluzia, Spania) este o jucătoare profesionistă de tenis din Spania. Cea mai bună clasare a carierei a fost locul 45 mondial WTA, în martie 2022.

## Legături externe
- Materiale media legate de Nuria Párrizas Díaz la Wikimedia Commons
- Nuria Párrizas Díaz la Women's Tennis Association
- Nuria Párrizas Díaz la International Tennis Federation
- Nuria Párrizas Díaz pe site-ul Fed Cup